# Emilio Wilhelm Ramsøe
Emilio Wilhelm Ramsøe (* 7. Februar 1837 in Kopenhagen; † 15. April 1895 in Roskilde) war ein dänischer Komponist und Dirigent.

## Leben
Emilio Wilhelm Ramsøe erhielt eine Ausbildung als Geiger und reiste bereits siebzehnjährig als Dirigent mit Millers Schauspielergesellschaft, danach mit Lewinis Gruppe durch Norwegen. Von 1857 bis 1864 war er Musikdirektor im Kopenhagener Vergnügungspark Alhambra. In dieser Zeit entstanden neben Originalkompositionen zahlreiche musikalische Arrangements und Potpurris. Von 1864 bis 1875 war er Dirigent am Folketeatret. In dieser Zeit arrangierte und komponierte er Musiken für musikalische Komödien und Vaudevilles, u. a. Gøngehøvdingen, Svantevils Dalter und Kanariefuglen.
Nach Meinungsverschiedenheiten mit dem Theaterdirektor Michael Wallem Brun verließ Ramsøe das Folketeatret und ging zunächst nach Stockholm, später nach Sankt Petersburg. Dort gehörte er ab 1877 zunächst dem Orchester des Italienischen, später des Russischen Theaters an. In den Sommerferien dirigierte er in Dänemark das Blasorchester der Rosenborg Brøndkuranstalt. Neben den genannten Schauspielmusiken komponierte Ramsøe u. a. sechs Quartette für Blechbläser, Lieder mit Klavierbegleitung und eine Romanze für Bratsche und Klavier.